# Спирово
Спирово (рус. Спирово) насељено је место са административним статусом варошице (рус. посёлок городского типа) на северозападу европског дела Руске Федерације. Смештено је у централном делу Тверске области на подручју Спировског рејона чији је уједно и административни центар.
Према проценама националне статистичке службе, у вароши је 2014. живело 5.979 становника.

## Географија
Варошица Спирово налази се у централном делу Тверске области на око 80 км северозападно од обласног центра града Твера. Важна је железничка станица на линији Москва–Санкт Петербург. Кроз насеље протиче река Мала Тигма, десна притока реке Тверце.

## Историја
Насеље Спирово први пут се помиње 1545. године као црквено имање које је у то време припадале Новгородској земљи.
Међутим као службена година оснивања насеља сматра се 1847. када је преко тог подручја прешла Николајевска железница која је повезивала Москву са Санкт Петербургом. Исте године основана је и железничка станица Спирово. У то време Спирово је било делом Вишњеволочког округа Тверске губерније.
Први важнији провредни објекат у насељу била је фабрика за производњу стакла која је отворена 1886. године (фабрика је и данас најважнији привредни објект у вароши). Године 1908. отворена је железничка школа.
Након оснивања Спировског рејона 1929. Спирово постаје његовим административним центром. Статус варошице градског типа има од 1932. године.

## Демографија
Према подацима са пописа становништва 2010. у вароши је живело 6.267 становника, док је према проценама за 2014. ту живело 5.979 становника.
| 1959. | 1970. | 1979. | 1989. | 2002. | 2010. | 2014. |
| ----- | ----- | ----- | ----- | ----- | ----- | ----- |
| 6,418 | 6,706 | 6,450 | 6,896 | 6,859 | 6,267 | 5,979 |